# Mo Mowlam

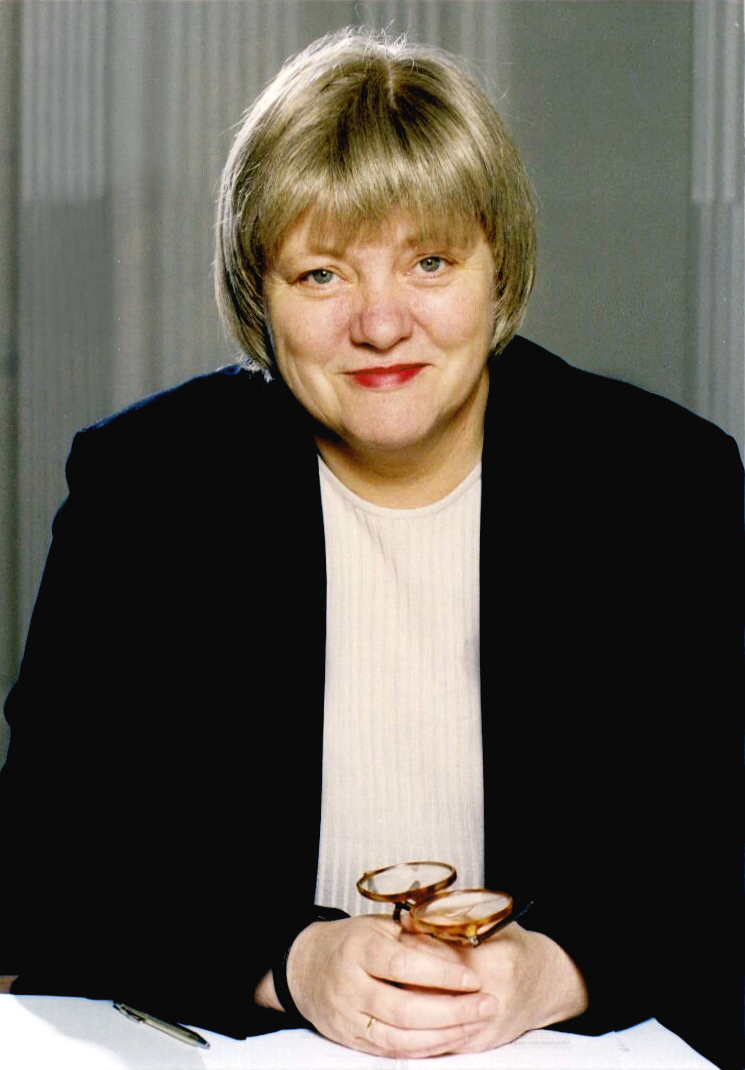
Mo Mowlam

Marjorie „Mo“ Mowlam [ˈmɑːdʒəɹɪ məʊ ˈməʊləm] (* 18. September 1949 in Watford; † 19. August 2005 in Canterbury) war eine britische Politikerin der Labour Party und britische Nordirlandministerin.

## Leben
Von 1987 bis 2001 hatte sie den Parlamentssitz für Redcar (North Yorkshire) inne. Von 1997 bis 1999 war Mowlam Nordirlandministerin im ersten Kabinett von Tony Blair und Verhandlungsführerin bei den Gesprächen, die zum Karfreitagsabkommen (1998) führten. 1999 wurde sie in dieser Funktion von Peter Mandelson abgelöst und trat bei den Wahlen 2001 nicht mehr für einen Parlamentssitz an. Seit den späten 1990er Jahren litt Mowlam unter einem Hirntumor.
Im August 2005 wurde sie schwer krank ins Londoner King’s College Hospital eingeliefert und kurz darauf in ein Krankenhaus in Kent verlegt, um ihrer Familie näher sein zu können. Nach Auskunft der Ärzte lehnte sie künstliche Lebenserhaltungsmaßnahmen ab, falls keine Aussicht auf Genesung bestünde. Sie starb am 19. August 2005.